# Енн Бенкрофт (дослідниця)
Енн Бенкрофт (англ. Ann Bancroft; нар. 29 вересня 1955) — американська письменниця і дослідниця. Перша жінка, що побувала на обидвох полюсах Землі. Почесна член Національної зали слави жінок в 1995 році.

## Біографія
Виросла в Сент-Полі, штат Міннесота. Закінчила школу в Сент-Полі. Після школи стала інструкторкою з виживання і викладачкою фізкультури.
У 1986 році кинула викладацьку діяльність для участі в «Міжнародній експедиції на Північний полюс Вілла Стігера». Бенкрофт досягла полюсу разом з п'ятьма іншими членами команди за 56 днів, використовуючи сани на упряжці, і стала першою жінкою, що досягла Північного полюсу, пішки і на санях.
У 1993 році Бенкрофт брала участь в першій жіночій лижній експедиції на Південний полюс і стала першою жінкою, що досягла Північного та Південного полюсів, а також першою жінкою, що перетнула Гренландію на лижах.
У 2001 році Енн Бенкрофт і норвезька мандрівниця Лів Арнесен стали першими жінками, які перетнули Антарктику на лижах.
Досягнення Бенкрофт привели до її включення до Національної зали слави жінок.